# Полководцы инков
Полководцы инков — военачальники, боевые командиры, руководители военных экспедиций, коменданты гарнизонов в армии Империи Инков.

## История инкской армии
Изначально войска, перед приходом инков, в районе города Куско формировались в случае какого-либо нападения врагов, при этом избирался наиболее храбрый мужчина — вождь, которому давалась власть подготовить и вооружить народ, обеспечить провизией. Такого человека называли синчи, то есть «храбрый», или синчикуна — «ныне храбрый», то есть «храбрый пока длится война, но после — нет». После окончания войны, этот человек становился рядовым жителем селения. Термин синчи употреблялся вплоть до времен правления Тупака Инки Юпанки, десятого Инки, осуществившего реформу и учредившего институт курак. В основном, на время военных действий, военачальники получали практически неограниченную власть, которая в мирное время за ними не сохранялась.
Для инков было характерным разделение власти и общества на: воинов и не-воинов. Главными полководцами и военачальниками были либо правители Империи, либо назначенные ими люди из правящего этноса — инков. При этом, похоже, всё-таки существовало некое двоевластие — полноценный дуумвират: когда хозяйственной деятельностью Империи, снабжением и обеспечением войск занимался правитель (губернатор) города Куско, о чём неоднократно упоминает историк Хуан де Бетансос.

## Структура инкской армии
| Социальный класс      | Представители |
| --------------------- | --- |
| Солдаты — авкак руна. | - Войско солдат — авкак айуктакуска: - Апускипай — генерал армии. В подчинении имел все вооруженные силы Империи. - Авкак кунап апун — главный полководец. - Апуски Рандин — дивизионный генерал. В подчинении имел 10000 человек. - Атун Апу — бригадный генерал. В подчинении имел 4000-5000 человек. - Ваминка руна пусарикен апу — капитан над всеми капитанами, то есть полковник. - Авкакта йачачик (или пульячикук) апу — аналог испанского чина «маэстро-де-кампо». - Авкак пусарик, или Авкаман пусарик, или Апу — капитан. - Атун Апу Рандин — заместитель командующего. - Апу Рандин — старший лейтенант; заместитель командира. - Камайук — офицер. - Варанка Камайук — батальонный командир. В подчинении имел 1000 человек. - Пачак Камайук — сотник, центурион. В подчинении имел 100 человек. - Пичка Чунка Камайук — лейтенант. В подчинении имел 50 человек. - Чунка Камайук — младший лейтенант. В подчинении имел 10 человек. - Унанчайанак — прапорщик, знаменосец. В подчинении имел 5 человек. - Инантин авкакта суйучакапу — старший сержант. - Суйу чункачак — старший сержант, проводящий смотр войска. - Авкакнинта суйучак — сержант. - Рунанча — направляющий. - Авкаманка аркайкамайук, или Амачайкамайук — гарнизонные солдаты. - Пукара Камайук — копейщик. - Авкай пинкульу — военный музыкант-флейтист. - Авкай ванкар, Ванкар Камайук — барабанщик. - Кипа Камайук — трубач (подавал сигналы деревянной трубой). - Чору Камайук — трубач (подавал сигналы морской раковиной). - Авканакуй камайу — опытный солдат, ветеран. - Вамак авкак[руна] — новобранец. - Чапатиак или чапа — общественная тайная гвардия: - Каумива — шпион. |

## Полководцы
Если исходить из легенд Инков, записанных Сармьенто де Гамбоа:
- Первыми вождями на время военных действий являлись: первый инка Манко Капак и его жена-сестра Мама Окльо. Манко Капак победил и пленил синчи Копали-Майта из селения Савасера Панака (многих его жителей убили, само селение разрушили), находившегося на месте будущей столицы Империи Инков. Подчинил народы Вальяс, Алькависы, Савасеры, Кулунчима, Копали-Майта.

- Апу Майта, сын Апу Сака, внук Капака Юпанки, 5-го инки — полководец Инки Рока Инка, 6-го Инки и Виракочи, 8-го Инки.
- Викчу Тупак, незаконнорождённый 1-й сын Яуар Вакак Инка, 7-го Инки — завоеватель селения Викчу.
- Викакирав, из рода Инка Рокка Инка — полководец Виракочи, 8-го Инки.
- Инка Рокка Инка, старший сын Виракочи — его полководец.

### Полководцы Пачакути, девятого Инки
- Капак Юпанки, 4-й сын Виракочи, был женат на сестре полководца Чанков Анковилька — главный полководец Пачакути. Убит тем же Пачакути.
- Вайна Юпанки, брат Пачакути — полководец. Убит Пачакути.
- Апу Йанки Юпанки, сын Пачакути.
- Тупак Айяр Манко, сын Пачакути
- Апу Павка Асну, сын Пачакути.
- Авки Юпанки, сын Пачакути. Убит Пачакути.
- Тилька Юпанки, сын Пачакути. Убит Пачакути.

### Полководцы Тупака Инки Юпанки, десятого Инки
- Авки Тупак Инка, сын, советник — главный полководец Тупака Инки Юпанки.
- Утурунку Ачачи — полководец.
- Чалько Юпанки — полководец.
- Апу Куримачи — полководец, дошёл до реки Пайтити, на восток по дороге Камата.

### Полководцы Вайна Капака, одиннадцатого Инки
- Акольа Тупак, из рода Виракочи, главнокомандующий Уайна Капака.
- Апу Илакита, дядя Уайна Капака, губернатор Куско. Был убит.
- Титу Атачи, законный сын, в подчинении имел также военачальников: Тампу Уска Майта и Титу Атаучи, его брат.
- Мичи, из Урин-Куско.
- Авки Тупак, из Анан-Куско.
- Мольо Капака, из Кольяо.
- Мольо Пукара, из Кольяо.
- Апу Кантар Капака, из Кунтисуйу.
- Кунти Мольо, из Кунтисуйу.

### Полководцы Атауальпы, двенадцатого Инки
- Чалкучима — главнокомандующий армии.
- Кискис — первый заместитель Атауальпы, и одновременно испанскими хронистами ему дан воинский чин «маэстро-де-кампо».
- Инкура Вальпа (Вальпахукра[5])
- Руминьяви
- Юпанки
- Урко Варанка
- Уньо Чульо (Оначиле[5])